# 北澤克男
北澤 克男（きたざわかつお）は、長野県諏訪市出身の実業家。東洋バルヴの創業四兄弟。

## 親族
- 兄・北澤國男：東洋バルヴ創業者、勲三等珠宝章。
- 兄・北澤友喜：東洋バルヴ副社長、南信日日新聞社取締役会長。
- 弟・北澤元男・東洋バルヴ取締役。
- 甥・北澤利男：北澤バルブ創業者、勲三等珠宝章。
- 義甥・中野雅晴：カーレーサー。
- 義甥・岡野或男：旧ルネ・ラリック美術館の創設者（現在のSUWAガラスの里）、北澤美術館副理事長。